# Tribologie - Contacts localisés
Pour un article plus général, voir Tribologie.
Entre deux pièces mécaniques, les efforts peuvent être transmis par des surfaces, comme dans le cas des guidages lisses, ou par des contacts de type linéique ou ponctuel. Pour ces derniers, les modèles les plus simples sont obtenus en mettant un cylindre ou une sphère en contact avec un plan, mais il existe bien d'autres possibilités.
- Dans le cas des contacts surfaciques, on admet généralement que les pièces sont quasi indéformables ; quant aux pressions de contact, elles ont des valeurs relativement limitées.

- Dans le cas des contacts linéiques ou ponctuels, en revanche, supposer les pièces indéformables serait admettre que l'aire de contact est nulle et la pression infinie, chose évidemment impossible. En réalité, les déformations « étalent » plus ou moins la zone de contact autour de la ligne ou du point théorique et les pressions sont très élevées, typiquement 50 à 100 fois plus que dans les contacts de surfaces. Comme nous le verrons, elles peuvent même dépasser largement la limite d'élasticité des matériaux en présence, sans pour autant provoquer de déformations plastiques.

Dans les contacts localisés, les pressions de contact sont souvent appelées pressions de Hertz et l'on parle de contact hertzien, contraintes hertziennes, etc.
L'étude des contacts localisés constitue l'un des chapitres du wikilivre consacré à la tribologie.